# Villiers-sur-Suize
Villiers-sur-Suize är en kommun i departementet Haute-Marne i regionen Grand Est (tidigare regionen Champagne-Ardenne) i nordöstra Frankrike. Kommunen ligger i kantonen Arc-en-Barrois som tillhör arrondissementet Chaumont. År 2022 hade Villiers-sur-Suize 258 invånare.

## Befolkningsutveckling
Antalet invånare i kommunen Villiers-sur-Suize
| Referens: INSEE |